# Llista de medallistes olímpics de salts
Aquesta és una llista dels medallistes olímpics de salts:

## Medallistes

### Programa actual

#### Categoria masculina

##### Palanca 10 m.
| Edició               | Or                | Argent           | Bronze                |
| 1904 St. Louis       | George Sheldon    | Georg Hoffmann   | Frank Kehoe           |
| 1904 St. Louis       | George Sheldon    | Georg Hoffmann   | Alfred Braunschweiger |
| 1908 Londres         | Hjalmar Johansson | Karl Malmström   | Arvid Spångberg       |
| 1912 Estocolm        | Erik Adlerz       | Albert Zürner    | Gustaf Blomgren       |
| 1920 Anvers          | Clarence Pinkston | Erik Adlerz      | Harry Prieste         |
| 1924 París           | Albert White      | David Fall       | Clarence Pinkston     |
| 1928 Amsterdam       | Peter Desjardins  | Farid Simaika    | Michael Galitzen      |
| 1932 Los Angeles     | Harold Smith      | Michael Galitzen | Frank Kurtz           |
| 1936 Berlín          | Marshall Wayne    | Elbert Root      | Hermann Stork         |
| 1948 Londres         | Samuel Lee        | Bruce Harlan     | Joaquín Capilla       |
| 1952 Hèlsinki        | Samuel Lee        | Joaquín Capilla  | Günther Haase         |
| 1956 Melbourne       | Joaquín Capilla   | Gary Tobian      | Richard Conner        |
| 1960 Roma            | Bob Webster       | Gary Tobian      | Brian Phelps          |
| 1964 Tòquio          | Bob Webster       | Klaus Dibiasi    | Thomas Gompf          |
| 1968 Ciutat de Mèxic | Klaus Dibiasi     | Álvaro Gaxiola   | Edwin Young           |
| 1972 Múnic           | Klaus Dibiasi     | Richard Rydze    | Giorgio Cagnotto      |
| 1976 Mont-real       | Klaus Dibiasi     | Greg Louganis    | Vladimir Aleynik      |
| 1980 Moscou          | Falk Hoffmann     | Vladimir Aleynik | David Ambartsumyan    |
| 1984 Los Angeles     | Greg Louganis     | Bruce Kimball    | Li Kongzheng          |
| 1988 Seül            | Greg Louganis     | Xiong Ni         | Jesús Mena            |
| 1992 Barcelona       | Sun Shuwei        | Scott Donie      | Xiong Ni              |
| 1996 Atlanta         | Dmitri Saütin     | Jan Hempel       | Xiao Hailiang         |
| 2000 Sydney          | Tian Liang        | Hu Jia           | Dmitri Saütin         |
| 2004 Atenes          | Hu Jia            | Mathew Helm      | Tian Liang            |
| 2008 Pequín          | Matthew Mitcham   | Zhou Luxin       | Gleb Galperin         |
| 2012 Londres         | David Boudia      | Qiu Bo           | Tom Daley             |
| 2016 Rio             | Chen Aisen        | Germán Sánchez   | David Boudia          |
| 2020 Tòquio          | Cao Yuan          | Yang Jian        | Tom Daley             |

##### Trampolí 3 m.
| Edició               | Or                 | Argent             | Bronze             |
| 1908 Londres         | Albert Zürner      | Kurt Behrens       | George Gaidzik     |
| 1908 Londres         | Albert Zürner      | Kurt Behrens       | Gottlob Walz       |
| 1908 Estocolm        | Paul Günther       | Hans Luber         | Kurt Behrens       |
| 1920 Anvers          | Louis Kuehn        | Clarence Pinkston  | Louis Balbach      |
| 1924 París           | Albert White       | Peter Desjardins   | Clarence Pinkston  |
| 1928 Amsterdam       | Peter Desjardins   | Michael Galitzen   | Farid Simaika      |
| 1932 Los Angeles     | Michael Galitzen   | Harold Smith       | Richard Degener    |
| 1936 Berlín          | Richard Degener    | Marshall Wayne     | Alan Greene        |
| 1948 Londres         | Bruce Harlan       | Miller Anderson    | Sammy Lee          |
| 1952 Hèlsinki        | David Browning     | Miller Anderson    | Bob Clotworthy     |
| 1956 Melbourne       | Bob Clotworthy     | Donald Harper      | Joaquín Capilla    |
| 1960 Roma            | Gary Tobian        | Samuel Hall        | Juan Botella       |
| 1964 Tòquio          | Kenneth Sitzberger | Francis Gorman     | Lawrence Andreasen |
| 1968 Ciutat de Mèxic | Bernard Wrightson  | Klaus Dibiasi      | James Henry        |
| 1972 Múnic           | Vladimir Vasin     | Giorgio Cagnotto   | Craig Lincoln      |
| 1976 Mont-real       | Phil Boggs         | Giorgio Cagnotto   | Aleksandr Kosenkov |
| 1980 Moscou          | Aleksandr Kosenkov | Carlos Girón       | Giorgio Cagnotto   |
| 1984 Los Angeles     | Greg Louganis      | Tan Liangde        | Ronald Merriott    |
| 1988 Seül            | Greg Louganis      | Tan Liangde        | Li Deliang         |
| 1992 Barcelona       | Mark Lenzi         | Tan Liangde        | Dmitri Saütin      |
| 1996 Atlanta         | Xiong Ni           | Yu Zhuocheng       | Mark Lenzi         |
| 2000 Sydney          | Xiong Ni           | Fernando Platas    | Dmitri Saütin      |
| 2004 Atenes          | Peng Bo            | Alexandre Despatie | Dmitri Saütin      |
| 2008 Pequín          | He Chong           | Alexandre Despatie | Qin Kai            |
| 2012 Londres         | Ilya Zakharov      | Qin Kai            | He Chong           |
| 2016 Rio             | Cao Yuan           | Jack Laugher       | Patrick Hausding   |
| 2020 Tòquio          | Xie Siyi           | Wang Zongyuan      | Jack Laugher       |

##### Palanca sincronitzada 10 m.
| Edició       | Or                                       | Argent                                     | Bronze                                       |
| 2000 Sydney  | RússiaIgor Lukashin · Dmitri Saütin      | R.P. de la XinaHu Jia · Tian Liang         | AlemanyaJan Hempel · Heiko Meyer             |
| 2004 Atenes  | R.P. de la XinaTian Liang · Yang Jinghui | Regne UnitLeon Taylor · Peter Waterfield   | AustràliaMathew Helm · Robert Newbery        |
| 2008 Pequín  | R.P. de la XinaLin Yue · Huo Liang       | AlemanyaPatrick Hausding · Sascha Klein    | RússiaGleb Galperin · Dmitriy Dobroskok      |
| 2012 Londres | R.P. de la XinaCao Yuan · Zhang Yanquan  | Mèxic Iván García · Germán Sánchez         | Estats Units David Boudia · Nicholas McCrory |
| 2016 Rio     | R.P. de la Xina Chen Aisen · Lin Yue     | Estats Units David Boudia · Steele Johnson | Regne Unit Tom Daley · Daniel Goodfellow     |
| 2020 Tòquio  | Regne Unit Tom Daley · Matty Lee         | R.P. de la Xina Cao Yuan · Chen Aisen      | ROC Aleksandr Bondar Viktor Minibaev         |

##### Trampolí sincronitzat 3 m.
| Edició       | Or                                      | Argent                                        | Bronze                                   |
| 2000 Sydney  | R.P. de la XinaXiong Ni · Xiao Hailiang | RússiaAlexandre Dobroskok · Dmitri Saütin     | AustràliaRobert Newbery · Dean Pullar    |
| 2004 Atenes  | GrèciaThomas Bimis · Nikolaos Siranidis | AlemanyaAndreas Wels · Tobias Schellenberg    | AustràliaSteven Barnett · Robert Newbery |
| 2008 Pequín  | R.P. de la XinaWang Feng · Qin Kai      | RússiaDmitri Saütin · Yuriy Kunakov           | UcraïnaIllya Kvasha · Oleksiy Prygorov   |
| 2012 Londres | R.P. de la XinaLuo Yutong · Qin Kai     | RússiaIlya Zakharov · Evgeny Kuznetsov        | Estats UnitsTroy Dumais · Kristian Ipsen |
| 2016 Rio     | Regne UnitChris Mears · Jack Laugher    | Estats UnitsSam Dorman · Michael Hixon        | R.P. de la XinaCao Yuan · Qin Kai        |
| 2020 Tòquio  | R.P. de la XinaXie Siyi · Wang Zongyuan | Estats UnitsAndrew Capobianco · Michael Hixon | AlemanyaPatrick Hausding · Lars Rüdiger  |

#### Categoria femenina

##### Palanca 10 m.
| Edició               | Or                 | Argent             | Bronze               |
| 1912 Estocolm        | Greta Johansson    | Lisa Regnell       | Isabelle White       |
| 1920 Anvers          | Stefanie Clausen   | Beatrice Armstrong | Eva Olliwier         |
| 1924 París           | Caroline Smith     | Elizabeth Becker   | Hjördis Töpel        |
| 1928 Amsterdam       | Elizabeth Becker   | Georgia Coleman    | Laura Sjöqvist       |
| 1932 Los Angeles     | Dorothy Poynton    | Georgia Coleman    | Marion Roper         |
| 1936 Berlín          | Dorothy Poynton    | Velma Dunn         | Käthe Köhler         |
| 1948 Londres         | Victoria Draves    | Patricia Elsener   | Birte Christoffersen |
| 1952 Hèlsinki        | Pat McCormick      | Paula Myers        | Juno Stover          |
| 1956 Melbourne       | Pat McCormick      | Juno Stover        | Paula Myers          |
| 1960 Roma            | Ingrid Krämer      | Paula Myers        | Ninel Krutova        |
| 1964 Tòquio          | Lesley Bush        | Ingrid Krämer      | Galina Alekseeva     |
| 1968 Ciutat de Mèxic | Milena Duchkova    | Natalya Lobanova   | Ann Peterson         |
| 1972 Múnic           | Ulrika Knape       | Milena Duchkova    | Marina Janicke       |
| 1976 Mont-real       | E. Vaytsekhovskaya | Ulrika Knape       | Deborah Wilson       |
| 1980 Moscou          | Martina Jäschke    | Servard Emirzian   | Liana Tsotadze       |
| 1984 Los Angeles     | Zhou Jihong        | Michele Mitchell   | Wendy Wyland         |
| 1988 Seül            | Xu Yanmei          | Michele Mitchell   | Wendy Williams       |
| 1992 Barcelona       | Fu Mingxia         | Yelena Mirochina   | Mary Ellen Clark     |
| 1996 Atlanta         | Fu Mingxia         | Annika Walter      | Mary Ellen Clark     |
| 2000 Sydney          | Laura Wilkinson    | Li Na              | Anne Montminy        |
| 2004 Atenes          | Chantelle Newbery  | Lao Lishi          | Loudy Tourky         |
| 2008 Pequín          | Chen Ruolin        | Emilie Heymans     | Wang Xin             |
| 2012 Londres         | Chen Ruolin        | Brittany Broben    | Pandelela Rinong     |
| 2016 Rio             | Ren Qian           | Si Yajie           | Meaghan Benfeito     |
| 2020 Tòquio          | Quan Hongchan      | Chen Yuxi          | Melissa Wu           |

##### Trampolí 3 m.
| Edició               | Or                | Argent           | Bronze            |
| 1920 Anvers          | Aileen Riggin     | Helen Wainwright | Thelma Payne      |
| 1924 París           | Elizabeth Becker  | Aileen Riggin    | Caroline Fletcher |
| 1928 Amsterdam       | Helen Meany       | Dorothy Poynton  | Georgia Coleman   |
| 1932 Los Angeles     | Georgia Coleman   | Katherine Rawls  | Jane Fauntz       |
| 1936 Berlín          | Marjorie Gestring | Katherine Rawls  | Dorothy Poynton   |
| 1948 Londres         | Victoria Draves   | Zoe-Ann Olsen    | Patricia Elsener  |
| 1952 Hèlsinki        | Pat McCormick     | Madeleine Moreau | Zoe-Ann Olsen     |
| 1956 Melbourne       | Pat McCormick     | Jeanne Stunyo    | Irene MacDonald   |
| 1960 Roma            | Ingrid Krämer     | Paula Myers      | Elizabeth Ferris  |
| 1964 Tòquio          | Ingrid Krämer     | Jeanne Collier   | Mary Willard      |
| 1968 Ciutat de Mèxic | Susanne Gossick   | Tamara Fyedosova | Keala O'Sullivan  |
| 1972 Múnic           | Micki King        | Ulrika Knape     | Marina Janicke    |
| 1976 Mont-real       | Jennifer Chandler | Christa Köhler   | Cynthia Potter    |
| 1980 Moscou          | Irina Kalinina    | Martina Proeber  | Karin Guthke      |
| 1984 Los Angeles     | Sylvie Bernier    | Kelly McCormick  | Christina Seufert |
| 1988 Seül            | Gao Min           | Li Qing          | Kelly McCormick   |
| 1992 Barcelona       | Gao Min           | Irina Lashko     | Brita Baldus      |
| 1996 Atlanta         | Fu Mingxia        | Irina Lashko     | Annie Pelletier   |
| 2000 Sydney          | Fu Mingxia        | Guo Jingjing     | Lindner           |
| 2004 Atenes          | Guo Jingjing      | Wu Minxia        | Yuliya Pakhalina  |
| 2008 Pequín          | Guo Jingjing      | Yuliya Pakhalina | Wu Minxia         |
| 2012 Londres         | Wu Minxia         | He Zi            | Laura Sánchez     |
| 2016 Rio             | Shi Tingmao       | He Zi            | Tania Cagnotto    |
| 2020 Tòquio          | Shi Tingmao       | Wang Han         | Krysta Palmer     |

##### Palanca sincronitzada 10 m.
| Edició       | Or                                      | Argent                                         | Bronze                                   |
| 2000 Sydney  | R.P. de la XinaLi Na · Sang Xue         | CanadàEmilie Heymans · Anne Montminy           | AustràliaRebecca Gilmore · Loudy Tourky  |
| 2004 Atenes  | R.P. de la XinaLao Lishi · Li Ting      | RússiaNatalja Gončarova · Yulia Koltunova      | CanadàBlythe Hartley · Emilie Heymans    |
| 2008 Pequín  | R.P. de la XinaChen Ruolin · Wang Xin   | AustràliaBriony Cole · Melissa Wu              | MèxicPaola Espinosa · Tatiana Ortiz      |
| 2012 Londres | XinaChen Ruolin · Hao Wang              | MèxicPaola Espinosa · Alejandra Orozco         | CanadàMeaghan Benfeito · Roseline Filion |
| 2016 Rio     | R.P. de la XinaChen Ruolin · Liu Huixia | MalàisiaCheong Jun Hoong · Pandelela Rinong    | CanadàMeaghan Benfeito · Roseline Filion |
| 2020 Tòquio  | R.P. de la XinaChen Yuxi · Zhang Jiaqi  | Estats UnitsDelaney Schnell · Jessica Parratto | MèxicGabriela Agúndez · Alejandra Orozco |

##### Trampolí sincronitzat 3 m.
| Edició       | Or                                      | Argent                                         | Bronze                                    |
| 2000 Sydney  | RússiaVera Ilina · Yuliya Pakhalina     | R.P. de la XinaFu Mingxia · Guo Jingjing       | UcraïnaGanna Sorokina · Olena Zhupina     |
| 2004 Atenes  | R.P. de la XinaWu Minxia · Guo Jingjing | RússiaVera Ilina · Yuliya Pakhalina            | AustràliaIrina Lashko · Chantelle Newbery |
| 2008 Pequín  | R.P. de la XinaGuo Jingjing · Wu Minxia | RússiaYuliya Pakhalina · Anastasia Pozdnyakova | AlemanyaDitte Kotzian · Heike Fischer     |
| 2012 Londres | XinaZi He · Wu Minxia                   | Estats UnitsKelci Bryant · Abigail Johnston    | CanadàJennifer Abel · Emilie Heymans      |
| 2016 Rio     | R.P. de la XinaShi Tingmao · Wu Minxia  | ItàliaTania Cagnotto · Francesca Dallapé       | AustràliaMaddison Keeney · Anabelle Smith |
| 2020 Tòquio  | Shi Tingmao · Wang Han                  | Jennifer Abel · Mélissa Citrini-Beaulieu       | Lena Hentschel · Tina Punzel              |

### Programa eliminat

#### Categoria masculina

##### Salt en longitud
| Edició         | Or             | Argent      | Bronze      |
| 1904 St. Louis | William Dickey | Edgar Adams | Leo Goodwin |

##### Palanca alta
| Edició        | Or            | Argent            | Bronze        |
| 1912 Estocolm | Erik Adlerz   | Hjalmar Johansson | John Jansson  |
| 1920 Anvers   | Arvid Wallman | Nils Skoglund     | John Jansson  |
| 1924 París    | Dick Eve      | John Jansson      | Harold Clarke |